# جيوفري نيولاند روبرتس
جيوفري نيولاند روبرتس (بالإنجليزية: Geoffrey Newland Roberts)‏ هو طيار نيوزيلندي، ولد في 8 ديسمبر 1906، وتوفي في 27 أغسطس 1995.